# Crataegus glareosa
Crataegus glareosa es una especie de planta del género Crataegus, perteneciente a la familia Rosaceae.

## Taxonomía
Crataegus glareosa fue descrita por William Willard Ashe en 1902.

## Distribución
Se encuentra en el territorio de Míchigan.